# 殭屍
殭屍，又名跳尸，在西方亦被称作“蹦跳吸血鬼”、“中国吸血鬼”，是明清民間傳說中復活的死屍。传说僵尸因为人的灵魂无法离开尸体而形成，会杀死生物，并从其身上吸取生命精髓之气。描述殭屍的特点之一是，他们的皮肤呈青白色的毛茸状，也许是由于尸体上长真菌或者霉菌的原因。在香港和西亚地区，僵尸传说促生了一派僵尸电影和文学。20世纪80年代和90年代僵尸电影的大热时期，上映了许多僵尸电影，例如《鬼打鬼》和《僵尸先生》。
據袁枚《子不語》及紀昀《閱微草堂筆記》所記載，殭屍還有三個別名：移屍、走影、走屍。與中國殭屍相似存在的外國鬼怪，有吸血鬼跟喪屍等不死生物。
在近代香港電影中，殭屍都被設定成身穿清朝官员服饰或壽衣的造型，因生前帶有極大怨氣，導致亡者死不瞑目，或是人為破壞墓地風水等原因而造成屍變；復甦之後會率先攻擊還在世上的親人或附近包含活人在內的生物，以其爪、牙為武器，被抓傷、咬傷者，若沒有獲得即時治療，會感染屍毒而死亡，繼而變成另一隻殭屍。

## 起源
最早的文字记录于明清时代，第一部系统描写僵尸的书籍就是袁枚的小说《子不语》。

### 湘西行屍之說
中國傳說上古時代蚩尤與黃帝交戰，廝殺慘烈。蚩尤爲了運回戰死兵士的遺體，便命手下軍師設法運屍。相傳行屍術便由此而來。
趕屍的傳說在湘西出現最頻繁，可能源於當地湘西趕屍的傳說。湘西行屍，又稱移靈，屬茅山術祝由科，發源於湘西沅陵、泸溪、辰溪、溆浦四縣，在屍體未腐化時由術士趕回鄉安葬。趕屍的術士大約三五同行，有的用繩繫著屍體，每隔幾尺一個，然後額上貼黃紙符，另外的便打鑼響鈴開路，晝伏夜行。天光前投棧，揭起符紙，屍靠牆而立，到夜間繼續上路。

## 種類與特性
傳說殭屍會進食死後未腐的屍體，並吸食其血液。殭屍的样貌特征取材自古代法医学书中的驗屍記錄。

### 子不语
清代袁枚志怪小說集《子不語》第九卷的《掘塚奇報》提及了幾種死後未腐的屍體「白殭、綠殭、紫殭、毛殭之類」。
《秦中墓道》則又提到因毛色黑白，殭屍又可稱為黑凶或白凶。
《屍奔》一章甚至提到一隻自稱黃小二的生有五色毛的殭屍。
《牛僵尸》中提到，牛也可能會变為僵尸。
此外《續子不語·骷髏三種》中也提到類似殭屍但僅存骨骸的三種作祟之屍體。不化骨：人死後身體某些部位因為精神灌注而使其部位屍骨不化，所謂精神灌注就比如扛米工人因為一直用肩膀出力，他死了之後可能其肩膀附近就都不會腐化，而肩膀不化的部位就叫做不化骨，而不化骨若是之後得了日月精氣就會作祟。伏屍：千年不朽的屍體，無法移動，可以說是完整全屍的不化骨，久了之後得日月精華就會逐漸化為游屍。〈岣嶁神書〉云：「老蛤能辟伏屍。」遊屍：會隨著月氣因時節移動，居無定所，久了之後更會化為飛行夜叉。

### 其它
此外《骷髅三种》中也提到類似殭屍但僅存骨骸的三種作祟之屍體。不化骨：人死後身體某些部位因為精神灌注而使其部位屍骨不化，所謂精神灌注就比如扛米工人因為一直用肩膀出力，他死了之後可能其肩膀附近就都不會腐化，而肩膀不化的部位就叫做不化骨，而不化骨若是之後得了日月精氣就會作祟。伏屍：千年不朽的屍體，無法移動，可以說是完整全屍的不化骨，久了之後得日月精華就會逐漸化為游屍。而《岣嶁神書》云：「老蛤能辟伏屍。」遊屍：會隨著月氣因時節移動，居無定所，久了之後更會化為飛行夜叉。
《閱微草堂筆記》曾對殭屍的形貌作出描述：「白毛遍體，目赤如丹砂，指如曲勾，齒露唇外如利刃……接吻噓氣，血腥貫鼻……。」殭屍也能成妖，變魃（或稱旱魃，因傳說黃帝之女旱魃為殭屍始祖而得名）。
《神異經》載：「南方有人，長二三尺，袒身，兩目頂上，走行如風，名曰魃，所見之國大旱，赤地千里。變魃殭屍能飛，殺龍吞雲，做成旱災。所以人們每逢旱災出現，便會四出搜索殭屍，把它們燒成灰燼。盗墓笔记中也出现过和旱魃几乎是同一级别的双头煞，需借助天雷将其杀死，原文「那双头煞浑身硬如钢铁，很可能是侵入了铁一类的元素，再加上尸煞自身的生物电，就如同一个大型的倒雷针，引来雷电也不是不可能的事情。」
红僵记载于《高辛砚斋杂著》。在《洗冤錄詳義》则说僵尸有红黑白三种。其中红僵面色如生,皮肉红活,有无伤痕一览即知。黑僵则周身灰黯,皮肉干枯贴骨,肚腹低陷,伤难辨认,即用酒醋,未见分明,白色的颜色白带黄,皮肉干枯而不贴骨,往往有沿身长白毛者。《洞灵小志》另有记载全身红毛，虽然脸上没毛但也是红色的僵尸。

## 對付殭屍的方式和僵尸弱点
在一些電影和小說中，都有提及到能對付殭屍的器物：
1. 鏡子或八卦。《本草綱目》宣稱：「鏡乃金水之精，內明外暗。」
2. 桃枝、桃木劍。殭屍的身體刀槍不入，唯有桃木劍可以刺穿他們。《荊楚歲時記》宣稱：「桃者，五行之精，能厭服邪氣，制御百鬼。」
3. 雞鳴。《子不語》宣稱：「鬼聞雞鳴即縮。」
4. 棗核七枚。《子不語》宣稱：「棗核七枚，釘入屍脊背穴。」
5. 墨斗線
6. 糯米、米、米筛、赤豆
7. 火燒。為終極滅屍方法。《子不語》宣稱：「放火燒之，嘖嘖之聲，血湧骨鳴。」[14]據傳在白天僵尸睡着时可以点火烧化，僵尸被烧化时会发出奇怪叫声然后化为灰烬。
8. 黑狗血
9. 醋（闽东一带收尸骨者说）
10. 陽光或強光。據傳殭屍與吸血鬼一樣，被陽光或強光照久了也會化成灰。
11. 盐：据傳只要撒盐能加速僵尸本身的尸体腐化過程。
12. 噪音：据傳僵尸讨厌巨大声响，所以僵尸也怕打雷，用力敲打金属制品的声音也能赶跑僵尸
13. 强烈刺激臭味：据傳僵尸除了怕阳光，也蒜头一类带刺激臭味的东西。以及也为了避免躯体腐坏需要吸血，与一些起源於东欧的吸血鬼相關传说相似（传说中吸血鬼害怕大蒜的气味）。
14. 符咒：據傳僵尸只要被贴上专门的符咒，就会动弹不得。电影中用符贴僵尸前额可以让僵尸停止不动
15. 掃帚、枕頭[15]
16. 硃砂
17. 銅鈴鐺、銅錢、銅錢劍、銅錢鏢
18. 雞血
19. 孔明燈、風箏
20. 毒藥
21. 人偶
22. 毒蛇
23. 祖師爺附身

## 傳言
據傳中國曾經發生過三次知名的殭屍擾民事件，分别是1872年廣西殭屍事件、1995年成都殭屍事件和2005年四川殭屍事件。據傳在1980年代，東華義莊也發生了殭屍出沒事件。

## 大眾文化

### 電影中的殭屍
歷史上最早有殭屍的電影是1936年的《午夜殭屍》。戰後在香港電影中，最初的殭屍都是身穿清朝官員服飾，因從月亮吸收陰氣，死不瞑目，殭屍因積攢怨氣、人為破壞或墓地風水屬性屍變而形成。以爪為武器，被抓傷者會感染屍毒死亡，繼而變成另一隻殭屍；於月圓之夜，陰氣增強的時候，力量亦會隨之而增強。
殭屍在1980年代在香港電影是很受歡迎的主題，代表作是林正英的僵尸道长系列。电影中用符贴僵尸前额可以让僵尸睡着不动，且总是穿着清朝官服和向前伸直手臂，一般以跳躍前進。並且在情節上往往會揉合功夫和喜劇。這種風格始於1980年洪金寶自導自演的《鬼打鬼》，而以林正英飾演道長的殭屍先生系列為最著名。

### 電視中的殭屍
- 《殭》，是香港無綫電視（TVB）一套在2016年播映的以殭屍為題材的電視劇，也是該台首部以此為題材的電視劇。
- 《我和殭屍有個約會系列》
- 《殭屍道長系列》 香港亞洲電視 1995-1996年
- 《殭屍福星》 香港無綫電視 1996年
- 《大頭綠衣鬥殭屍》 香港無綫電視 1993年
- 《食腦喪Ｂ》TVB 2022年

### 動漫中的殭屍
- ONE PIECE的海賊月光·摩利亞能夠利用其影子果實的能力將別人的影子放進屍體製成殭屍。
- 日本輕小說改編動畫《這是殭屍嗎？》的魔裝少女相川步。
- 日本動畫《學園默示錄》，《散華禮彌》，《神样の居无い日曜日》，《學校暮らし》。
- 《終末なにしてますか? 忙しいですか? 救ってもらっていいですか?》的妖精兵器黃金妖精族。
- 北海道振興觀光作品法蘭雀絲卡，主角法蘭雀絲卡首度採用分體結合的搞笑造型。
- 佐賀偶像是傳奇中的法蘭秀秀，第一部以殭屍為主角的歌舞片。
- 鬼燈的冷徹中五道轉輪王的第一輔佐官中（チュン），是一名綁著丸子頭，外型可人的女殭屍，有著人類沒有的怪力。

### 电子游戏
- 香港秘密警察 - DLC Nightmare in North Point
- 恶魔战士系列的 泪泪
- 东方Project的 宫古芳香

## 參看
- 神魔小說
- 中国妖怪列表